# 이발소 간판 기둥

회전하는 이발소 간판 기둥의 소프트웨어 렌더링 모습

이발소 간판 기둥, 이발소 기둥, 바버스 폴(Barber's pole)은 이발사가 자신의 기술을 수행하는 장소나 상점을 나타내기 위해 사용하는 표지 유형이다. 이 트레이드 사인은 중세 시대의 전통에 따라 나선형의 색깔 있는 줄무늬가 있는 지팡이 또는 기둥이다(종종 많은 국가에서 빨간색과 흰색이지만 일본과 미국에서는 일반적으로 빨간색, 흰색 및 파란색). 기둥은 고정되어 있을 수도 있고 종종 전기 모터의 도움으로 회전할 수도 있다.
나선형 줄무늬가 있는 "이발사 간판 기둥"은 친숙한 광경이며 다른 많은 맥락에서 물체를 설명하는 이차적 은유로 사용된다. 예를 들어, 등대의 샤프트나 탑이 주간 표시로 나선형 줄무늬로 칠해져 있다면 등대는 "이발사" 색상으로 칠해진 것으로 설명될 수 있다.

## 같이 보기
- 표지